# Joan Capdevila Salvà
Joan Capdevila Salvà   (Barcelona, 16 de juny de 1928 - Barcelona, 17 de novembre de 1985) fou un economista, advocat i professor universitari català del segle xx. Va ser un dels membres fundadors de la Sindicatura de Comptes de Catalunya.
Va treballar, inicialment, a la Caixa de Barcelona entre 1950 i 1954. En l'àmbit de l'administració local, va ser dipositari de fons i cap de serveis de recaptació als ajuntaments de Santa Coloma de Gramenet (1955-1956), Sant Adrià de Besòs (1956-1967) i l'Hospitalet de Llobregat (1967-1981). Posteriorment, va exercir com a cap de la secció d'assistència tècnica i cap de serveis de la direcció general de l'administració local de la Generalitat de Catalunya (1981-1984). El 18 de juliol de 1984 va prendre possessió del càrrec de síndic de comptes de la Sindicatura de Comptes de Catalunya després d'haver estat nomenat pel Parlament de Catalunya el 27 de juny de 1984.
El 17 de novembre de 1985 va morir sobtadament a causa d'una aturada cardiaca.